# Antiguraleus serpentis
Antiguraleus serpentis é uma espécie de gastrópode do gênero Antiguraleus, pertencente a família Mangeliidae.